# الخزعة (الرجم)

تعديل مصدري - تعديل

الخزعة هي إحدى قرى عزلة الجرادي بمديرية الرجم التابعة لمحافظة المحويت، بلغ تعداد سكانها 62 نسمة حسب تعداد اليمن لعام 2004.